# 沙巴摩洛袭击
沙巴摩洛袭击是1962年至今在马来西亚沙巴州所发生的一系列跨境恐怖袭击事件，由来自菲律宾棉兰老岛的摩洛海盗在马来西亚沙巴州实施，早在英国殖民时期之前就已发生。在这些事件中，许多平民死亡或受伤，导致沙巴原住民的抗菲律宾情绪高涨，特别是在1985年、2000年和2013年发生重大袭击之后 在菲律宾总统费迪南德・马科斯任期内，菲律宾政府支持领土收复主义者，导致袭击活动更加频繁，将沙巴东部纳入菲律宾领土。
此外，因武装分子的渗透和袭击，以及从棉兰老岛到沙巴的不受控制的人口迁移，导致沙巴当地居民的不安情绪加剧，约 78% 因参与犯罪活动和违法行为而被关押在该州的囚犯主要来自菲律宾南部。
自 2016 年中以来，菲律宾总统罗德里戈·杜特尔特发起大规模军事行动，打击菲律宾南部猖獗的违法行为。在此之前，马来西亚武装部队已被要求加强边境安全，以确保恐怖分子不会试图逃至无人居住的地区躲避追捕。沙巴州旅游、文化及环境部副部长马西迪·曼俊还命令马来西亚武装部队将对任何不顾警告仍无视法律的侵入者“当场开枪”，并对逃跑的武装分子采取更有效的打击措施。自邻国菲律宾于 2017 年 5 月 23 日宣布戒严后，马来西亚当局加强了边境安全。沙巴首席部长沙菲益阿普达尔也呼吁马来西亚武装部队停止采取防御态度，并对菲律宾南部罪犯和恐怖分子的猖獗罪行采取进攻和强硬态度，这些罪行已经扰乱了沙巴州的和平。

## 历史背景
海盗一直是苏禄苏丹国文化中的一部分。1846年，英国舰船狄多号在远征期间，亨利·凯佩尔船长提到:
在整个印度群岛上最凶恶、最活跃的海盗是婆罗洲北岸附近的索洛群岛上的部落。——舰长 亨利·凯佩尔.
苏禄群岛以其“大型奴隶市场”而闻名，岛民经常袭击婆罗洲岛以寻找奴隶。1910 年，邻近的西里伯斯群岛遭到七名从棉兰老岛越境而来的摩洛海盗的袭击，两名荷兰商人在事件中丧生。随后来自北婆罗洲英国政府的报告称，霍洛亚诺摩洛人恐吓北婆罗洲的居民，洗劫小镇，杀害许多人。尽管英国为打击海盗做了很多工作，  但在1954年 3 月 29 日，附近的仙本那镇发生了一次袭击。1958 年 7 月，一家英国公司的办事处在卡拉巴坎遭到 12 名摩洛海盗的袭击。 在英国统治北婆罗洲的最后几年里，海员和沿海定居点都遭受到了海盗的频繁袭击，据信这些海盗主要来自塔威塔威岛。1959 年至 1962 年期间，英国当局在北婆罗洲记录了 232 起摩洛海盗袭击事件，但这些数字被认为低估了，因为许多袭击未被上报。时任英国北婆罗洲总督罗兰・特恩布尔曾请求英国派遣皇家海军和皇家空军协助，但英国政府未予回应。直到英国报纸《每日电讯报》报道相关事件，并在印度尼西亚 — 马来西亚对抗的背景下将其渲染为反印尼立场，英国政府才有所行动。

### 摩洛人移居沙巴
东南亚区域内的移民流动并非当今独有的现象。沙巴、棉兰老岛和印度尼西亚北加里曼丹省之间的社会和文化联系已存在数个世纪。从菲律宾苏禄群岛到沙巴的跨境传统起源于 16世纪末。第一波移民潮与西班牙殖民者有关，他们开始从马尼拉向南推进到苏禄群岛和塔威塔威两个岛屿省份，马尼拉当时是西班牙的行政中心。棉兰老岛不同民族与西班牙人争夺统治权的斗争导致越来越多的菲律宾摩洛族移民到沙巴，其中大部分是苏禄人和巴瑶人。

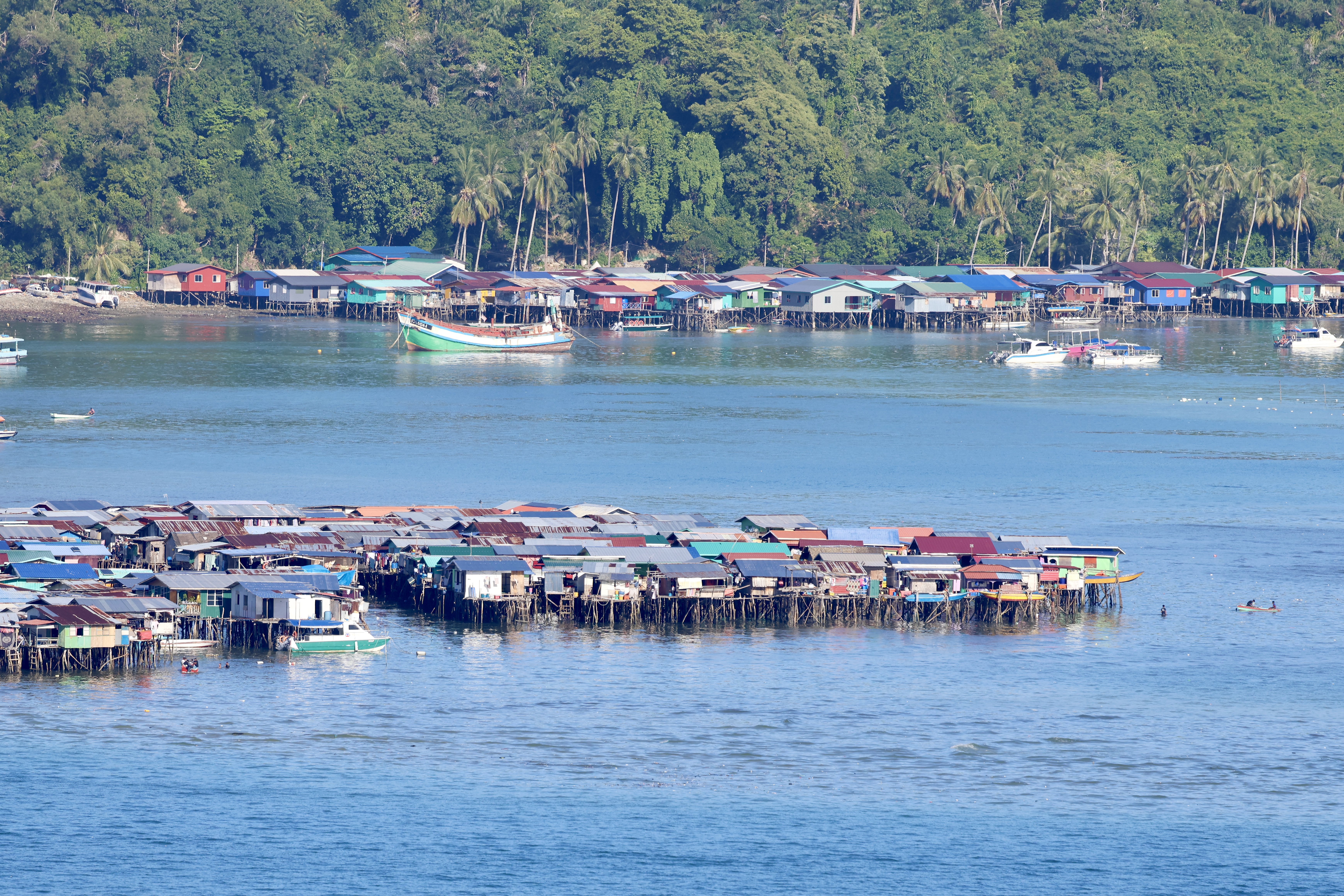
哥打京那巴鲁附近的加亚岛海岸有庞大的摩洛人定居点

20世纪60年代，第一批非法移民涌入沙巴，据称与当时的菲律宾总统费迪南德·马科斯及其国家对婆罗洲北部地区的主权有关。据菲律宾媒体称，马科斯计划的第一阶段是派遣约 17 名特工以‘护林员、邮递员、警察’等公开身份潜入沙巴，这些人主要从苏禄群岛和塔威塔威招募。这些特工混入沙巴当地社区，旨在煽动沙巴东部菲律宾人社区的分离情绪，策划其脱离马来西亚并并入菲律宾，同时蓄意破坏沙巴的社会稳定。与此同时，苏禄人慕斯达法哈伦成为沙巴第三任首席部长，他随后与一名菲律宾特工取得联系，后者成为他的司机。在慕斯达法哈伦 1967年至1975 年任期内，据信他鼓励许多新菲律宾陶蘇格族移民到婆罗洲北部，以建立一个强大的穆斯林社区，由沙巴民族统一机构为代表。自贾比达屠杀以来，尤其是菲律宾摩洛人叛乱爆发后 ，据信慕斯达法哈伦向摩洛叛军提供资金和武器，支持其争取自治的斗争，并为贾比达事件中的死难者复仇。此后，马科斯军队在苏禄群岛和棉兰老岛发动军事行动，清剿反政府派系并摧毁大量基础设施，导致约 10 万摩洛人逃往沙巴，给当地带来严重经济负担。
离开菲律宾的摩洛人大多数都参与了犯罪活动，主要是走私和武装抢劫。直至今日，大量摩洛人仍然生活在沙巴的许多地方，如哥打京那巴鲁、拿笃、山打根、仙本那以及纳闽。马哈蒂尔执政期间，马来西亚政府向大多数菲律宾难民签发了IMM13文件，其中许多人已颇受争议性地被归化为马来西亚公民。
此外，目前棉兰老岛和沙巴之间的经济差距成为许多非法摩洛人潜入沙巴的主要原因，其中一些“极端”摩洛人有自己的意识形态，仍然认为沙巴东部是菲律宾的一部分，这些团体认为自己有权进入沙巴，因为这是他们的历史权利，虽然苏禄苏丹国自最后一位被承认的苏丹贾马鲁尔·基拉姆二世以来就已不复存在，贾马鲁尔·基拉姆二世也没有儿子继承他的权力。
2014 年，沙巴东部安全司令部安全协调情报官哈西姆・贾斯汀指出，沙巴非法移民数量激增与腐败、非法签发身份证及地方当局打击非法居住区力度不足有关。据报道，东海岸部分社区领袖（如村长）参与向菲律宾摩洛移民非法发放身份证，因其与摩洛移民同属穆斯林族群或存在血缘关联。根据菲律宾棉兰老岛社会科学大学两位菲律宾研究人员麦菲尔·约瑟夫·帕鲁加和安德烈亚·马拉亚·拉格拉焦的研究，大批从棉兰老岛移民到沙巴，部分是受到某些沙巴政客的鼓励，他们想成为苏禄苏丹，尤其是在沙巴穆斯林领导的沙巴民族统一机构和沙巴人民联合阵线政府垮台之后。此外，印尼工人声称自己是雇主不负责任的受害者，菲律宾非法移民的涌入也是由于雇主滥用权力，特别是在棕榈油种植园等农业领域。

## 袭击时间表

### 攻击策略
武装团伙的攻击策略各有不同，取决于各个团伙的动机。一般来说，当摩洛人海盗和恐怖分子的活动被安全部队发现时，他们就会发动袭击，然后逃往马菲边境或附近的岛屿。海盗和小偷通常只会偷走船只引擎、食物和其他可以卖钱的东西。在某些情况下，他们还会袭击城镇，杀害无辜平民，并绑架他们，就像拿笃袭击事件一样。菲律宾非法移民在帮助他们的过程中发挥着重要作用，他们为海盗提供有关下一个目标的信息。由于马来西亚武装部队加强了安全巡逻，阿布沙耶夫等武装组织改变了策略，转而袭击和绑架外国船只船员。许多逃离菲律宾南部军事行动的人也采取了新策略，以小规模进入沙巴，以避免被马来西亚武装部队发现为可疑人员。这是在当地菲律宾非法移民提供情报后发现的，他们在持续的军事行动后不久看到许多新的可疑人员从海上进入他们的村庄。其中许多人被认为是武装分子和绑架集团的成员。

### 20世纪

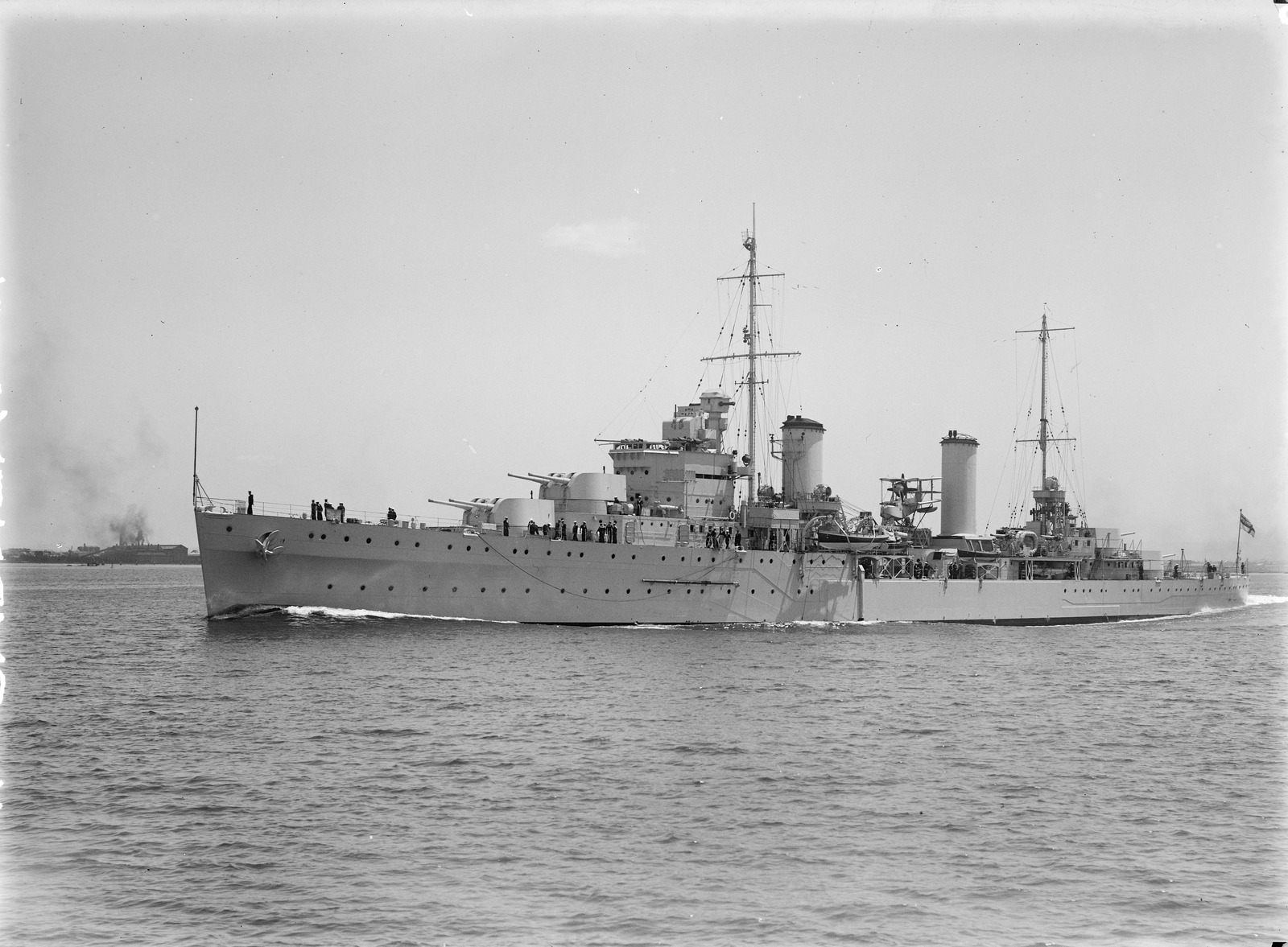
这是澳大利亚皇家海军悉尼号巡洋舰，它停泊在沙巴港口以应对印尼国民军以及菲律宾海盗可能发动的袭击。

1962年，七名摩洛人手持砍刀袭击了库纳克镇，抢劫了那里的商人。 1963年，七名摩洛人再次袭击，这次他们袭击了仙本那镇，并杀死了许多居民。1979年10月，一艘载有48名乘客从拉哈达图前往仙本那的客船遭到袭击，被迫停靠在阿达尔岛。三名乘客被枪杀，一名妇女被强奸，其他人被带到菲律宾，但很快被菲律宾武装部队救出。 1980年，一群6到8名摩洛人手持步枪袭击了仙本那附近的一个岛屿，杀死了正在熟睡的村民。最后，七名村民被杀，11 人受伤。 1982年，一群摩洛人伏击了廷巴廷巴岛的一个村庄，并开始枪杀、抢劫和杀害村民。1985年的那起事件被认为是所有袭击事件中最严重的一次，此事造成21人死亡，另有11人受伤。其中5名入侵者被马来西亚海警击毙，其他人则设法逃脱。当事件结束时，一名受害者说；
我不禁对我们的政府感到疑惑，它似乎无法保护我们免遭这些掠夺者的侵害。
1996年，两个来自棉兰老岛的武装团体袭击了仙本那的某镇，第一组向警察局投入了管状炸弹，而第二组则在一家金店偷走了价值约10 万马来西亚令吉的珠宝。在枪战之中，有两名团体成员被警方抓获，从他们身上缴获200颗子弹。但其余人逃脱了。1996年3月，仙本那镇又发生了另一起由10到20名摩洛人发动的袭击，当时三个独立的武装团体同时袭击了不同的地方。第一组袭击了警察总部，第二组袭击了警察局。据了解，第一组和第二组的动机是为了拖延时间来让第三组成功抢劫金店。然而，这次的袭击无人被抓捕，所有入侵者都带着20万马来西亚林吉特逃走了。1996年7月，四名武装人员再次袭击斗湖的一家金店，成功盗走了价值约 15 万马来西亚林吉特的珠宝。然而，其中一名枪手后来撤退到斗湖的一个难民村，并在那里被警方开枪击毙。经过一个小时的寻查，另外 5 名来自其他团体的枪手被警方击毙。

### 21世纪
千禧年，阿布沙耶夫集团绑架了大批人质，其中10名人质来自欧洲和中东，11名人质是马来西亚度假村的工人。后来，所有人质都被菲律宾武装部队在苏禄省霍洛岛救出。 2003年，6 名外国人被10名摩洛海盗绑架。2004 年，两名砂拉越人和一名印尼人被阿布沙耶夫集团绑架。2005 年，5 名菲律宾人在仙本那马达京岛附近绑架了一家位于山打根的贸易公司的三名印尼船员。2010 年，一群渔民的船驶入波安岛附近的菲律宾海域时被菲律宾枪手抓获。所有船员后来都被释放，没有支付任何赎金。
2013年2月11日，一群约100人（其中一些是恐怖分子）从棉兰老岛塔威塔威县的锡穆努尔岛乘船抵达沙巴的拿笃，其中一些人携带武器。他们是苏禄苏丹王位觊觎者之一贾马鲁尔·基拉姆三世派来的。他们的目的是宣示他们对北婆罗洲尚未解决的领土主张。对峙期间，68人被杀，其中包括6名平民和10名马来西亚军队士兵。2015年5月15日，来自阿布沙耶夫组织的四名武装人员在山打根的一个度假村绑架了两人，并将他们带到苏禄群岛。其中一人在被囚禁六个月后于11月9日获释，另一人因赎金要求未得到满足而被斩首。马来西亚当局查明，沙巴发生的多起绑架事件是由一伙被称为“穆克塔迪尔兄弟”的菲律宾人所实施的，他们将人质卖给阿布沙耶夫。穆克塔迪尔五兄弟中，明达斯·穆克塔迪尔于 2015 年 5 月在霍洛岛被菲律宾警方击毙，卡扎菲·穆克塔迪尔于 2015 年底被捕，尼克松·穆克塔迪尔和布朗·穆克塔迪尔于 2016 年 9 月 27 日在菲律宾军方的一次行动中因拒捕被击毙，而巴东·穆克塔迪尔在其兄弟被杀时遭枪击，在逃跑过程中因伤势过重而死亡。他的尸体在霍洛岛附近锡亚西岛穆苏西亚西地区的一艘泵船中被发现。
2016 年底以来，菲律宾当局已击毙 100 多名阿布沙耶夫武装分子， 2017年3月26日，又有三名马来西亚人质获救。在菲律宾和马来西亚当局持续的安全行动合作下，阿布沙耶夫的武装袭击自 4 月份以来开始减少。马来西亚方面宣布，他们将开始与菲律宾和印度尼西亚当局在苏禄海和西里伯斯海领导大规模的联合海上巡逻，以消除一切形式的海盗行为，并清除该海域数十年来持续存在的犯罪和恐怖活动。
2019年9月23日，7名阿布沙耶夫枪手手持M16、RPG和手枪等高威力火器。从一艘马来西亚渔船上绑架了三名印尼船员。这艘渔船当时在马来西亚沙巴拉哈德大图坦比桑岛附近海域，肇事者从两艘泵艇登上渔船，随后逃往菲律宾塔维塔维岛。2020年5月22日，约有5名武装分子袭击了编号为SSK00543的拖网渔船船上共有八名船员，其中5人被武装分子绑架，三人留船，绑架位置位于沙巴水域东部。

## 笔记
1. ↑  一些菲律宾警察和士兵在打击苏禄群岛海盗和犯罪活动的任务中牺牲了